# Dận Thì
Doãn Thì (tiếng Mãn: ᠶᡡᠨ ᡷᡳ, Möllendorff: Yūn Jy, Abkai: Yvn Jyʼ, chữ Hán: 允禔; 12 tháng 3 năm 1672 – 7 tháng 1 năm 1735), là hoàng trưởng tử tính trong số những người con sống tới tuổi trưởng thành của Thanh Thánh Tổ Khang Hi Đế.

## Cuộc đời
Doãn Thì nguyên danh là Bảo Thanh (保清), sau đổi thành Dận Thì (chữ Mãn:ᡳᠨ ᡷᡳ, chữ Hán: 胤禔, bính âm: In Jy) sinh vào giờ Ngọ ngày 14 tháng 2 (âm lịch) năm Khang Hi thứ 11 (1672). Sau khi 4 người con trai đầu tiên chết yểu, theo quy định không xếp thứ tự, ông được chỉ định là "Hoàng trưởng tử", là người con trai cả tính trong số những người con sống tới tuổi trưởng thành của Khang Hi Đế. Sinh mẫu của ông là Huệ phi, là một trong những phi tần đầu tiên của Khang Hi Đế. Theo lệ, Hoàng tử lúc nhỏ sẽ được dưỡng ngoài cung nên ông được nuôi dưỡng ở phủ Nội vụ phủ Tổng quản Cát Lộc (噶禄), thúc bá của Thành phi. Năm Khang Hi thứ 29 (1690), Khang Hi Đế mệnh ông làm phó tướng cho Dụ Thân vương Phúc Toàn cùng chống cự Mông Cổ Cát Nhĩ Đan, nhưng vì hai người không chịu phối hợp mà ông bị gọi trở về. Năm thứ 35 (1696), ông lại theo Khang Hi Đế thân chinh đánh Cát Nhĩ Đan. Năm thứ 37 (1698), ông được phong Trực Quận vương (直郡王). Năm thứ 47 (1708), vì hành vi ở tái ngoại, Khang Hi Đế phế ngôi vị Thái tử của Dận Nhưng (胤礽). Khang Hi Đế đã lệnh ông giám sát Dận Nhưng, suốt quãng đường từ tái ngoại về Kinh đều do ông trông chừng.

### Đoạt đích
Dận Thì một lòng muốn đoạt đích kế thừa đại thống, ông tỉ mỉ chú ý thái độ của Khang Hi Đế đối với Hoàng Thái tử Dận Nhưng. Bắt đầu từ năm Khang Hi thứ 29 (1690) đến năm thứ 47 (1708), gần 20 năm trở lại, giữa Khang Hi Đế và Dận Nhưng phát sinh rất nhiều sự kiện dẫn đến quan hệ thay đổi. Cho đến khi sự kiện phế Thái tử lần đầu tiên xảy ra, ông cho rằng cơ hội cùng thời cơ để ông giành được Trữ vị đã đến. Dận Thì có rất nhiều lợi thế trong việc tranh đoạt trữ vị: vị trí Trưởng tử, Đại học sĩ Nạp Lan Minh Châu là thúc tổ của ông, ông lại được Khang Hi Đế rất sủng ái. Vì có thể đoạt đích thành công, ông đã bỏ ra rất nhiều công sức. Ông cho rằng Khang Hi Đế lập đích bất thành ắt phải lập trưởng. Nhưng Khang Hi Đế đã phát hiện ra dã tâm của ông. Năm thứ 47 (1708), ngày 4 tháng 9, sau khi tuyên bố giam giữ Dận Nhưng, Khang Hi Đế tuyên dụ:
| “ | 朕前命直郡王胤禔善护朕躬, 并无欲立胤禔为皇太子之意. 胤禔秉性躁急, 愚顽, 岂可立为皇太子? . Trẫm tiền mệnh Trực Quận vương Dận Thì thiện hộ trẫm cung, tịnh vô dục lập Dận Thì vi Hoàng thái tử chi ý. Dận Thì bỉnh tính táo cấp, ngu ngoan, khởi khả lập vi Hoàng Thái tử? | ” |

Dận Thì chỉ nhìn được cái lợi trước mắt, lại khuyên Khang Hi Đế xử tử Dận Nhưng, nói rằng: "Hôm nay (ta) muốn giết Dận Nhưng, không cần đợi Hoàng phụ ra tay" , Khang Hi Đế nghe được cực kì sửng sốt, ý thức được Dận Thì vì mưu đoạt trữ vị đã muốn giết Dận Nhưng, nếu thực hiện được thì hậu quả vô cùng nghiêm trọng. Khang Hi Đế lần nữa phê bình Dận Thì:
| “ | 不谙君臣大义, 不念父子至情, 天理国法, 皆所不容. . Bất am quân thần đại nghĩa, bất niệm phụ tử chí tình, thiên lý quốc pháp, giai sở bất dung. | ” |

Biết bản thân mình khó lòng tranh đoạt trữ vị, ông liền muốn đề cử Dận Tự, người có quan hệ mật thiết với mình nhất (thuở nhỏ Dận Tự do sinh mẫu của ông là Huệ phi nuôi dưỡng). Ông lợi dụng việc Trương Minh Đức xem tướng, vì Dận Tự chế tạo dư luận, nói rằng: "Tương diện nhân Trương Minh Đức tằng tương Dận Tự, hậu tất đại quý". Khang Hi Đế phái người truy xét, không chỉ tra ra sự tình xem tướng còn tra ra việc ông từng muốn mưu sát Hoàng Thái tử. Tư liệu nguyên văn ghi chép:
| “ | 张明德一案审结, 胤 禟, 胤祯供: "八阿哥曾语我等: '有看相人张姓者云, 皇太子行事凶恶已极, 彼有好汉, 可谋行刺. 我 (指八阿哥本人) 谓之曰, 此事甚大, 尔何等人, 乃辄敢出口, 尔有狂疾耶? 尔设此心, 断乎不可, 因逐之 (张明德) 去." 胤禩供: "曾以此语告诸阿哥是实." 问张明德口供亦无异. . Trương Minh Dức nhất án thẩm kết, Dận Đường, Dận Trinh cung: "Bát a ca tằng ngữ ngã đẳng: 'Hữu khán tương nhân trương tính giả vân, Hoàng Thái tử hành sự hung ác dĩ cực, bỉ hữu hảo hán, khả mưu hành thứ. Ngã (chỉ bát a ca bản nhân) vị chi viết, thử sự thậm đại, nhĩ hà đẳng nhân, nãi triếp cảm xuất khẩu, nhĩ hữu cuồng tật da? Nhĩ thiết thử tâm, đoạn hồ bất khả, nhân trục chi (Trương Minh Đức) khứ." Dận Tự cung: "Tằng dĩ thử ngữ cáo chư a ca thị thực." Vấn Trương Minh Đức khẩu cung diệc vô dị. | ” |

Về sau, Hoàng tam tử Dận Chỉ tố giác ông cùng với một Vu thuật sư (Mông Cổ Lạt ma Ba Hán Cách Long) đi lại rất thân thiết, sau khi điều tra phát hiện ông sử dụng tà thuật hãm hại Dận Nhưng, âm mưu ám hại huynh đệ, còn có vật chứng. Mẹ ông là Huệ phi tuyệt vọng, tấu xưng với Khang Hi Đế rằng Dận Thì bất hiếu, xin Khang Hi xử trí. Khang Hi Đế tức giận, nhưng không nỡ giết nhi tử thân sinh, lệnh tước bỏ hết phong hiệu của ông (1708) và giam lỏng ông ngay tại phủ đệ, trông coi chặt chẽ. Năm thứ 48 (1709), tháng 4, lúc đang Tuần du Tái ngoại, Khang Hi Đế hạ xuống một đạo dụ chỉ:
| “ | 胤禔镇魇皇太子及诸皇子, 不念父母兄弟, 事无顾忌, 万一祸发, 朕在塞外, 三日后始闻, 何由制止? . Dận Thì trấn yểm Hoàng Thái tử cập chư Hoàng tử, bất niệm phụ mẫu huynh đệ, sự vô cố kỵ, vạn nhất họa phát, trẫm tại tắc ngoại, tam nhật hậu thủy văn, hà do chế chỉ? | ” |

Vương đại thần vội vàng thương nghị, quyết định phái 8 Hộ quân Tham lĩnh, 8 Hộ quân giáo, 18 Hộ quân của Bát kỳ vào phủ Dận Thì canh giữ. Khang Hi Đế vẫn chưa yên tâm, lại phái thêm Bối lặc Duyên Thọ (延寿), Bối tử Tô Nỗ (苏努), Công Ngạc Phi (公鄂飞), Đô thống Tân Thái (辛泰), Hộ quân Thống lĩnh Đồ Nhĩ Hải (图尔海), Trần Thái (陈泰) cùng 11 Chương kinh của Bát kỳ luân phiên theo dõi, còn dặn dò những quan viên này: "Nếu người nào bỏ rơi nhiệm vụ, gặp phải chính là tai ương diệt cửu tộc". Sau khi Ung Chính Đế lên ngôi đã đổi tên ông thành Doãn Thì để tránh kỵ huý. Năm Ung Chính thứ 12 (1735) , giờ Mão ngày 1 tháng 11 (âm lịch), ông qua đời, hưởng thọ 64 tuổi và được táng theo nghi lễ dành cho Bối tử. Ung Chính Đế đã từng đánh giá về Dận Thì:
"大阿哥残暴横肆, 暗行镇魇, 冀夺储位.
.

Đại a ca tàn bạo hoành tứ, ám hành trấn yểm, ký đoạt trữ vị"

### Những lần xuất cung
| Năm  | Tháng | Mục đích           | Người đồng hành                                                                              |
| ---- | ----- | ------------------ | -------------------------------------------------------------------------------------------- |
| 1683 | 6     | Nghỉ mát           | Hiếu Trang Thái hoàng Thái hậu, Dận Nhưng, Dận Chỉ                                           |
| 1685 |       | Tuần du Tái ngoại  | Dận Nhưng                                                                                    |
| 1686 |       | Tuần du Tái ngoại  | Dận Nhưng, Dận Chỉ, Dận Chân                                                                 |
| 1687 | 8     | Tuần du Tái ngoại  | Dận Nhưng, Dận Chỉ, Dận Chân, Dận Kì, Dận Hựu, Dận Tự                                        |
| 1692 | 2     | Tuần du ngoại ô    | Dận Nhưng, Dận Chân                                                                          |
| 1692 | 10    | Yết lăng           | Dận Nhưng, Dận Chỉ, Dận Chân                                                                 |
| 1693 | 2     | Tuần du ngoại ô    | Dận Nhưng, Dận Chỉ, Dận Chân, Dận Kì, Dận Hựu, Dận Tự                                        |
| 1693 | 8     | Tuần du Tái ngoại  | Dận Nhưng, Dận Chỉ, Dận Chân, Dận Kì, Dận Hựu, Dận Tự                                        |
| 1701 | 2     | Tuần du ngoại ô    | Dận Nhưng, Dận Chân, Dận Tường                                                               |
| 1701 | 5     | Tuần du Tái ngoại  | Dận Nhưng, Dận Chỉ, Dận Chân, Dận Kì, Dận Hựu, Dận Tự, Dận Tường, Dận Trinh, Dận Vu, Dận Lộc |
| 1702 | 6     | Nghỉ mát Tái ngoại | Hiếu Trang Thái Hoàng Thái hậu, Dận Nhưng, Dận Chân, Dận Tường, Dận Trinh, Dận Lộc           |
| 1703 | 5     | Tuần du Tái ngoại  | Dận Nhưng, Dận Tường, Dận Trinh, Dận Vu, Dận Lộc                                             |
| 1704 | 6     | Tuần du Tái ngoại  | Dận Nhưng, Dận Tự, Dận Tường, Dận Trinh, Dận Vu, Dận Lộc                                     |
| 1705 | 5     | Tuần du Tái ngoại  | Dận Nhưng, Dận Tường, Dận Vu, Dận Lộc, Dận Lễ                                                |
| 1706 | 2     | Tuần du ngoại ô    | Dận Nhưng, Dận Chân, Dận Đường, Dận Tường                                                    |
| 1706 | 5     | Tuần du Tái ngoại  | Dận Nhưng, Dận Tường, Dận Vu, Dận Lộc                                                        |
| 1706 | 5     | Yết lăng           | Dận Nhưng, Dận Tường                                                                         |
| 1707 | 1     | Nam tuần           | Dận Nhưng, Dận Tường, Dận Vu, Dận Lộc                                                        |
| 1707 | 6     | Tuần du Tái ngoại  | Dận Nhưng, Dận Tường, Dận Vu, Dận Lộc, Dận Lễ, Dận Giới                                      |
| 1708 | 2     | Tuần du ngoại ô    | Dận Nhưng, Dận Tường, Dận Vu, Dận Lộc, Dận Giới                                              |
| 1708 | 5     | Tuần du Tái ngoại  | Dận Nhưng, Dận Tường, Dận Trinh, Dận Vu, Dận Lộc, Dận Lễ, Dận Giới                           |

## Mộ phần bị phá hủy
Viên tẩm của Dận Thì nằm ở bên dưới Hoàng Hoa Sơn, phía Tây của Thanh Đông lăng, là viên tẩm thứ 5 bên trái (5 tòa lăng tẩm lần lượt viên tẩm của Vinh Thân vương, Lý Mật Thân vương Dận Nhưng, Dụ Hiến Thân vương Phúc Toàn, Thuần Tĩnh Thân vương Long Hi và Trực Quận vương Dận Thì). Vì Dận Thì dùng lễ Bối tử mà hạ táng nên quy chế của viên tẩm này thấp nhất trong 5 tòa lăng tẩm, không sử dụng ngói lưu ly mà chỉ dùng ngói bố. Bởi vì khuyết thiếu tài liệu, kiến trúc trên mặt đến cũng không còn gì, vì vậy quy chế của Viên tẩm này đến nay vẫn chưa rõ.
Ngày 28 tháng 6 năm 1979, nhà nghiên cứu Từ Quảng Nguyên (徐广源) đã cùng cộng sự của mình là hai vị tiên sinh Vu Thiện Phổ và Đỗ Thanh Lâm đã đi xe đạp đến Hoàng Hoa Sơn để khảo sát Vương gia Viên tẩm. May mắn là, cả ba đã được chứng kiến phần kiến trúc duy nhất còn sót lại khi ấy là Bảo đính của Trực Quận vương Dận Thì. Tòa Bảo đính ấy là dùng vôi vữa đắp nên, cực kỳ đồ sộ. Nguyệt đài bên dưới Bảo đính đã bị phá hủy. Cả ba lúc đó đã chụp vài bức ảnh làm kỷ niệm.
Ngày 17 tháng 11 năm sau, nhà nghiên cứu Từ Quảng Nguyên lại một lần nữa cùng Vu Thiện Phổ, Cao Phúc Trụ và Công trình sư của Cục văn vật quốc gia Trung Quốc là Trương A Tường đi xe đạp đến Hoàng Hoa Sơn khảo sát Vương gia Viên tẩm. Lúc đến Trực Quận vương Viên tẩm, thì thấy hơn 10 người dân địa phương đang dở bỏ Trực quận vương Địa cung. Tòa bảo đính năm trước cũng đã không còn thấy nữa. Địa cung bị đào thành một cái hố to, cửa đá khổng lồ hai đầu cũng bị hủy, chỉ còn lại đỉnh vòm đá. Khi ba người thấy được sự việc liền cấp tốc báo cho Sở bảo quản văn vật Thanh Đông lăng. Công trình sư Trương A Tường cũng cấp tốc báo cáo tình huống nghiêm trọng này cho Cục văn vật Quốc gia.
Không lâu sau, Sở bảo quản văn vật Thanh Đông lăng nhận được một phần tài liệu từ Bộ phần Văn vật của Kế huyện, bên trên nói về việc làm sao xử lý tình huống Trực Quận vương Viên tẩm bị phá hủy. Thì ra lúc Cục văn vật Quốc gia nhận được báo cáo của Trương A Tường đã lập tức gọi điện thoại cho Bộ phận Văn vật của thành phố Thiên Tân, thành phố Thiên Tân lại gọi điện thoại cho Kế huyện. Sau khi Kế huyện nhận được điện thoại lập tức phái người đến hiện trường thì nơi đó mọi chuyện đã xong xuôi hết rồi.
Hiện nay, Viên tẩm của Dận Thì không còn gì cả, khắp nơi đều là ruộng.

## Gia quyến

### Thê thiếp
- Nguyên phối: Y Nhĩ Căn Giác La thị (伊爾根覺羅氏), con gái của Thượng Thư Khoa Nhĩ Khôn (科爾坤), tằng tôn nữ của Mục Kỳ Nạp Cát Cáp (穆奇纳噶哈).
- Kế thất: Trương Giai thị (張佳氏), con gái của Tổng binh quan Trương Hạo Thượng (張浩尚).
- Thứ thiếp:
  - Ngô Nhã thị (吳雅氏), con gái của Lang trung Ba Kỳ Nạp (巴奇納)
  - Quan thị (關氏), con gái của Ma Sắc (麻色)
  - Tiền thị (錢氏), không rõ xuất thân.
  - Nguyễn thị (阮氏), con gái của Nhã Đồ (雅圖)
  - Quách thị (郭氏), con gái của Quách Vĩnh (郭永)
  - Tấn thị (晉氏), con gái của Đạt Sắc (達色)
  - Phạm thị (范氏), con gái của Nhị Cách (二格)
  - Vương thị (王氏), con gái của Vương Trung (王忠)
  - Cao thị (高氏), con gái của Cao Đăng Khoa (高登科)
  - Lý thị (李氏), con gái của Lý Hạo Sơn (李浩山)
  - Triều thị (晁氏), không rõ xuất thân.

### Hậu duệ
| \| \| \| \| \| \| \| \| \| \| \| \| \| \| \| \| \| \| \| \| \| \| \| \| \| \| \| \| \| \| \| \| \| \| \| \| \| \| \| \| \| Dĩ cách Trực Quận vương Bối tử Dận Thì 1672–1698–1708–1735 \| \| \| \| \| \| \| \| \| \| \| \| \| \| \| \| \| \| \| \| \| \| \| \| \| \| \| \| \| \| \| \| \| \| \| \| \| \| \| \| \| \| \| \| \| \| \| \| \| \| \| \| \| \| \| \| \| \| \| \| \| \| \| \| \| \| \| \| \| \| \| \| \| \| \| \| \| \| \| \| \| \| \| \| \| \| \| \| \| \| \| \| \| \| \| \| \| \| \| \| \| \| \| \| \| \| \| \| \| \| \| \| \| \| \| \| \| \| \| \| \| \| \| \| \| \| \| \| \| \| \| \| \| \| \| \| \| \| \| \| \| \| \| \| \| \| \| \| \| \| \| \| \| \| \| \| \| \| \| \| \| \| \| \| \| \| \| \| \| \| \| \| \| \| \| \| \| \| \| \| \| \| \| \| \| \| \| \| \| \| \| \| \| \| \| \| \| \| \| \| \| \| \| \| \| \| \| \| \| Phụng ân Trấn quốc công Hoằng Phưởng (弘昉) 1704–1735–1772 \| Phụng ân Trấn quốc công Hoằng Phưởng (弘昉) 1704–1735–1772 \| Phụng ân Trấn quốc công Hoằng Phưởng (弘昉) 1704–1735–1772 \| Phụng ân Trấn quốc công Hoằng Phưởng (弘昉) 1704–1735–1772 \| Phụng ân Trấn quốc công Hoằng Phưởng (弘昉) 1704–1735–1772 \| Phụng ân Trấn quốc công Hoằng Phưởng (弘昉) 1704–1735–1772 \| \| \| \| \| \| \| \| \| \| \| \| \| \| \| \| \| \| \| \| \| \| \| \| \| \| \| \| \| \| \| \| \| \| \| Phụng ân Tướng quân Hoằng Thưởng (弘晌) 1718–1773–1781 \| Phụng ân Tướng quân Hoằng Thưởng (弘晌) 1718–1773–1781 \| Phụng ân Tướng quân Hoằng Thưởng (弘晌) 1718–1773–1781 \| Phụng ân Tướng quân Hoằng Thưởng (弘晌) 1718–1773–1781 \| Phụng ân Tướng quân Hoằng Thưởng (弘晌) 1718–1773–1781 \| Phụng ân Tướng quân Hoằng Thưởng (弘晌) 1718–1773–1781 \| \| \| \| \| \| \| \| \| \| \| \| \| \| \| \| \| \| \| \| \| \| \| \| \| \| \| \| \| \| \| \| \| \| \| \| \| \| Phụng ân Trấn quốc công Hoằng Phưởng (弘昉) 1704–1735–1772 \| Phụng ân Trấn quốc công Hoằng Phưởng (弘昉) 1704–1735–1772 \| Phụng ân Trấn quốc công Hoằng Phưởng (弘昉) 1704–1735–1772 \| Phụng ân Trấn quốc công Hoằng Phưởng (弘昉) 1704–1735–1772 \| Phụng ân Trấn quốc công Hoằng Phưởng (弘昉) 1704–1735–1772 \| Phụng ân Trấn quốc công Hoằng Phưởng (弘昉) 1704–1735–1772 \| \| \| \| \| \| \| \| \| \| \| \| \| \| \| \| \| \| \| \| \| \| \| \| \| \| \| \| \| \| \| \| \| \| \| Phụng ân Tướng quân Hoằng Thưởng (弘晌) 1718–1773–1781 \| Phụng ân Tướng quân Hoằng Thưởng (弘晌) 1718–1773–1781 \| Phụng ân Tướng quân Hoằng Thưởng (弘晌) 1718–1773–1781 \| Phụng ân Tướng quân Hoằng Thưởng (弘晌) 1718–1773–1781 \| Phụng ân Tướng quân Hoằng Thưởng (弘晌) 1718–1773–1781 \| Phụng ân Tướng quân Hoằng Thưởng (弘晌) 1718–1773–1781 \| \| \| \| \| \| \| \| \| \| \| \| \| \| \| \| \| \| \| \| \| \| \| \| \| \| \| \| \| \| \| \| \| \| \| \| \| \| \| \| \| \| \| \| \| \| \| \| \| \| \| \| \| \| \| \| \| \| \| \| \| \| \| \| \| \| \| \| \| \| \| \| \| \| \| \| \| \| \| \| \| \| \| \| \| \| \| \| \| \| \| \| \| \| \| \| \| \| \| \| \| \| \| \| \| \| \| \| \| \| \| \| \| \| \| \| \| \| \| \| \| Dĩ cách Phụng ân Phụ quốc công Vĩnh Dương (永揚) 1747–1773–1777 \| Dĩ cách Phụng ân Phụ quốc công Vĩnh Dương (永揚) 1747–1773–1777 \| Dĩ cách Phụng ân Phụ quốc công Vĩnh Dương (永揚) 1747–1773–1777 \| Dĩ cách Phụng ân Phụ quốc công Vĩnh Dương (永揚) 1747–1773–1777 \| Dĩ cách Phụng ân Phụ quốc công Vĩnh Dương (永揚) 1747–1773–1777 \| Dĩ cách Phụng ân Phụ quốc công Vĩnh Dương (永揚) 1747–1773–1777 \| \| \| Vĩnh Thác (永𤣯) 1727–1780 \| Vĩnh Thác (永𤣯) 1727–1780 \| Vĩnh Thác (永𤣯) 1727–1780 \| Vĩnh Thác (永𤣯) 1727–1780 \| Vĩnh Thác (永𤣯) 1727–1780 \| Vĩnh Thác (永𤣯) 1727–1780 \| \| \| Vĩnh Tồn (永𤣳) 1725–1760 \| Vĩnh Tồn (永𤣳) 1725–1760 \| Vĩnh Tồn (永𤣳) 1725–1760 \| Vĩnh Tồn (永𤣳) 1725–1760 \| Vĩnh Tồn (永𤣳) 1725–1760 \| Vĩnh Tồn (永𤣳) 1725–1760 \| \| \| Vĩnh Phàm (永㺸) 1723–1771 \| Vĩnh Phàm (永㺸) 1723–1771 \| Vĩnh Phàm (永㺸) 1723–1771 \| Vĩnh Phàm (永㺸) 1723–1771 \| Vĩnh Phàm (永㺸) 1723–1771 \| Vĩnh Phàm (永㺸) 1723–1771 \| \| \| \| \| \| \| \| \| \| \| Phụng ân Tướng quân Vĩnh Đa (永多) 1740–1781–1809 \| Phụng ân Tướng quân Vĩnh Đa (永多) 1740–1781–1809 \| Phụng ân Tướng quân Vĩnh Đa (永多) 1740–1781–1809 \| Phụng ân Tướng quân Vĩnh Đa (永多) 1740–1781–1809 \| Phụng ân Tướng quân Vĩnh Đa (永多) 1740–1781–1809 \| Phụng ân Tướng quân Vĩnh Đa (永多) 1740–1781–1809 \| \| \| \| \| \| \| \| \| \| \| \| \| \| \| \| \| \| \| \| \| \| \| \| \| \| \| \| \| \| \| \| \| \| \| \| \| \| Dĩ cách Phụng ân Phụ quốc công Vĩnh Dương (永揚) 1747–1773–1777 \| Dĩ cách Phụng ân Phụ quốc công Vĩnh Dương (永揚) 1747–1773–1777 \| Dĩ cách Phụng ân Phụ quốc công Vĩnh Dương (永揚) 1747–1773–1777 \| Dĩ cách Phụng ân Phụ quốc công Vĩnh Dương (永揚) 1747–1773–1777 \| Dĩ cách Phụng ân Phụ quốc công Vĩnh Dương (永揚) 1747–1773–1777 \| Dĩ cách Phụng ân Phụ quốc công Vĩnh Dương (永揚) 1747–1773–1777 \| \| \| Vĩnh Thác (永𤣯) 1727–1780 \| Vĩnh Thác (永𤣯) 1727–1780 \| Vĩnh Thác (永𤣯) 1727–1780 \| Vĩnh Thác (永𤣯) 1727–1780 \| Vĩnh Thác (永𤣯) 1727–1780 \| Vĩnh Thác (永𤣯) 1727–1780 \| \| \| Vĩnh Tồn (永𤣳) 1725–1760 \| Vĩnh Tồn (永𤣳) 1725–1760 \| Vĩnh Tồn (永𤣳) 1725–1760 \| Vĩnh Tồn (永𤣳) 1725–1760 \| Vĩnh Tồn (永𤣳) 1725–1760 \| Vĩnh Tồn (永𤣳) 1725–1760 \| \| \| Vĩnh Phàm (永㺸) 1723–1771 \| Vĩnh Phàm (永㺸) 1723–1771 \| Vĩnh Phàm (永㺸) 1723–1771 \| Vĩnh Phàm (永㺸) 1723–1771 \| Vĩnh Phàm (永㺸) 1723–1771 \| Vĩnh Phàm (永㺸) 1723–1771 \| \| \| \| \| \| \| \| \| \| \| Phụng ân Tướng quân Vĩnh Đa (永多) 1740–1781–1809 \| Phụng ân Tướng quân Vĩnh Đa (永多) 1740–1781–1809 \| Phụng ân Tướng quân Vĩnh Đa (永多) 1740–1781–1809 \| Phụng ân Tướng quân Vĩnh Đa (永多) 1740–1781–1809 \| Phụng ân Tướng quân Vĩnh Đa (永多) 1740–1781–1809 \| Phụng ân Tướng quân Vĩnh Đa (永多) 1740–1781–1809 \| \| \| \| \| \| \| \| \| \| \| \| \| \| \| \| \| \| \| \| \| \| \| \| \| \| \| \| \| \| \| \| \| \| \| \| \| \| \| \| \| \| \| \| \| \| \| \| \| \| \| \| \| \| \| \| \| \| \| \| \| \| \| \| \| \| \| \| \| \| \| \| \| \| \| \| \| \| \| \| \| \| \| \| \| \| \| \| \| \| \| \| \| \| \| \| \| \| \| \| \| \| \| \| \| \| \| \| \| \| \| \| \| \| \| \| \| \| \| \| \| Miên Bỉ (綿比) 1762–1824 \| Miên Bỉ (綿比) 1762–1824 \| Miên Bỉ (綿比) 1762–1824 \| Miên Bỉ (綿比) 1762–1824 \| Miên Bỉ (綿比) 1762–1824 \| Miên Bỉ (綿比) 1762–1824 \| \| \| Miên Hạo (綿灝) 1747-1807 \| Miên Hạo (綿灝) 1747-1807 \| Miên Hạo (綿灝) 1747-1807 \| Miên Hạo (綿灝) 1747-1807 \| Miên Hạo (綿灝) 1747-1807 \| Miên Hạo (綿灝) 1747-1807 \| \| \| Miên Dong (綿蓉) 1752–1804 \| Miên Dong (綿蓉) 1752–1804 \| Miên Dong (綿蓉) 1752–1804 \| Miên Dong (綿蓉) 1752–1804 \| Miên Dong (綿蓉) 1752–1804 \| Miên Dong (綿蓉) 1752–1804 \| \| \| Miên Lượng (綿亮) 1750–1774 \| Miên Lượng (綿亮) 1750–1774 \| Miên Lượng (綿亮) 1750–1774 \| Miên Lượng (綿亮) 1750–1774 \| Miên Lượng (綿亮) 1750–1774 \| Miên Lượng (綿亮) 1750–1774 \| \| \| Miên Tuyên (綿亘) 1761–1803 \| Miên Tuyên (綿亘) 1761–1803 \| Miên Tuyên (綿亘) 1761–1803 \| Miên Tuyên (綿亘) 1761–1803 \| Miên Tuyên (綿亘) 1761–1803 \| Miên Tuyên (綿亘) 1761–1803 \| \| \| Miên Khang (綿康) 1796–1845 \| Miên Khang (綿康) 1796–1845 \| Miên Khang (綿康) 1796–1845 \| Miên Khang (綿康) 1796–1845 \| Miên Khang (綿康) 1796–1845 \| Miên Khang (綿康) 1796–1845 \| \| \| \| \| \| \| \| \| \| \| \| \| \| \| \| \| \| \| \| \| \| \| \| \| \| \| \| \| \| \| \| \| \| \| \| \| \| Miên Bỉ (綿比) 1762–1824 \| Miên Bỉ (綿比) 1762–1824 \| Miên Bỉ (綿比) 1762–1824 \| Miên Bỉ (綿比) 1762–1824 \| Miên Bỉ (綿比) 1762–1824 \| Miên Bỉ (綿比) 1762–1824 \| \| \| Miên Hạo (綿灝) 1747-1807 \| Miên Hạo (綿灝) 1747-1807 \| Miên Hạo (綿灝) 1747-1807 \| Miên Hạo (綿灝) 1747-1807 \| Miên Hạo (綿灝) 1747-1807 \| Miên Hạo (綿灝) 1747-1807 \| \| \| Miên Dong (綿蓉) 1752–1804 \| Miên Dong (綿蓉) 1752–1804 \| Miên Dong (綿蓉) 1752–1804 \| Miên Dong (綿蓉) 1752–1804 \| Miên Dong (綿蓉) 1752–1804 \| Miên Dong (綿蓉) 1752–1804 \| \| \| Miên Lượng (綿亮) 1750–1774 \| Miên Lượng (綿亮) 1750–1774 \| Miên Lượng (綿亮) 1750–1774 \| Miên Lượng (綿亮) 1750–1774 \| Miên Lượng (綿亮) 1750–1774 \| Miên Lượng (綿亮) 1750–1774 \| \| \| Miên Tuyên (綿亘) 1761–1803 \| Miên Tuyên (綿亘) 1761–1803 \| Miên Tuyên (綿亘) 1761–1803 \| Miên Tuyên (綿亘) 1761–1803 \| Miên Tuyên (綿亘) 1761–1803 \| Miên Tuyên (綿亘) 1761–1803 \| \| \| Miên Khang (綿康) 1796–1845 \| Miên Khang (綿康) 1796–1845 \| Miên Khang (綿康) 1796–1845 \| Miên Khang (綿康) 1796–1845 \| Miên Khang (綿康) 1796–1845 \| Miên Khang (綿康) 1796–1845 \| \| \| \| \| \| \| \| \| \| \| \| \| \| \| \| \| \| \| \| \| \| \| \| \| \| \| \| \| \| \| \| \| \| \| \| \| \| \| \| \| \| \| \| \| \| \| \| \| \| \| \| \| \| \| \| \| \| \| \| \| \| \| \| \| \| \| \| \| \| \| \| \| \| \| \| \| \| \| \| \| \| \| \| \| \| \| \| \| \| \| \| \| \| \| \| \| \| \| \| \| \| \| \| \| \| \| \| \| \| \| \| \| \| \| \| \| \| \| \| \| Dịch Giang (奕江) 1793–1872 \| Dịch Giang (奕江) 1793–1872 \| Dịch Giang (奕江) 1793–1872 \| Dịch Giang (奕江) 1793–1872 \| Dịch Giang (奕江) 1793–1872 \| Dịch Giang (奕江) 1793–1872 \| \| \| Dịch Quý (奕貴) 1768–1799 \| Dịch Quý (奕貴) 1768–1799 \| Dịch Quý (奕貴) 1768–1799 \| Dịch Quý (奕貴) 1768–1799 \| Dịch Quý (奕貴) 1768–1799 \| Dịch Quý (奕貴) 1768–1799 \| \| \| \| \| \| \| \| \| \| \| Dịch Tỷ (奕璽) 1777–1836 \| Dịch Tỷ (奕璽) 1777–1836 \| Dịch Tỷ (奕璽) 1777–1836 \| Dịch Tỷ (奕璽) 1777–1836 \| Dịch Tỷ (奕璽) 1777–1836 \| Dịch Tỷ (奕璽) 1777–1836 \| \| \| Phụng ân Tướng quân Dịch Chương (奕章) 1796–1809–1848–1850 \| Phụng ân Tướng quân Dịch Chương (奕章) 1796–1809–1848–1850 \| Phụng ân Tướng quân Dịch Chương (奕章) 1796–1809–1848–1850 \| Phụng ân Tướng quân Dịch Chương (奕章) 1796–1809–1848–1850 \| Phụng ân Tướng quân Dịch Chương (奕章) 1796–1809–1848–1850 \| Phụng ân Tướng quân Dịch Chương (奕章) 1796–1809–1848–1850 \| \| \| Dịch Chiêm 1839–1885 \| Dịch Chiêm 1839–1885 \| Dịch Chiêm 1839–1885 \| Dịch Chiêm 1839–1885 \| Dịch Chiêm 1839–1885 \| Dịch Chiêm 1839–1885 \| \| \| \| \| \| \| \| \| \| \| \| \| \| \| \| \| \| \| \| \| \| \| \| \| \| \| \| \| \| \| \| \| \| \| \| \| \| Dịch Giang (奕江) 1793–1872 \| Dịch Giang (奕江) 1793–1872 \| Dịch Giang (奕江) 1793–1872 \| Dịch Giang (奕江) 1793–1872 \| Dịch Giang (奕江) 1793–1872 \| Dịch Giang (奕江) 1793–1872 \| \| \| Dịch Quý (奕貴) 1768–1799 \| Dịch Quý (奕貴) 1768–1799 \| Dịch Quý (奕貴) 1768–1799 \| Dịch Quý (奕貴) 1768–1799 \| Dịch Quý (奕貴) 1768–1799 \| Dịch Quý (奕貴) 1768–1799 \| \| \| \| \| \| \| \| \| \| \| Dịch Tỷ (奕璽) 1777–1836 \| Dịch Tỷ (奕璽) 1777–1836 \| Dịch Tỷ (奕璽) 1777–1836 \| Dịch Tỷ (奕璽) 1777–1836 \| Dịch Tỷ (奕璽) 1777–1836 \| Dịch Tỷ (奕璽) 1777–1836 \| \| \| Phụng ân Tướng quân Dịch Chương (奕章) 1796–1809–1848–1850 \| Phụng ân Tướng quân Dịch Chương (奕章) 1796–1809–1848–1850 \| Phụng ân Tướng quân Dịch Chương (奕章) 1796–1809–1848–1850 \| Phụng ân Tướng quân Dịch Chương (奕章) 1796–1809–1848–1850 \| Phụng ân Tướng quân Dịch Chương (奕章) 1796–1809–1848–1850 \| Phụng ân Tướng quân Dịch Chương (奕章) 1796–1809–1848–1850 \| \| \| Dịch Chiêm 1839–1885 \| Dịch Chiêm 1839–1885 \| Dịch Chiêm 1839–1885 \| Dịch Chiêm 1839–1885 \| Dịch Chiêm 1839–1885 \| Dịch Chiêm 1839–1885 \| \| \| \| \| \| \| \| \| \| \| \| \| \| \| \| \| \| \| \| \| \| \| \| \| \| \| \| \| \| \| \| \| \| \| \| \| \| \| \| \| \| \| \| \| \| \| \| \| \| \| \| \| \| \| \| \| \| \| \| \| \| \| \| \| \| \| \| \| \| \| \| \| \| \| \| \| \| \| \| \| \| \| \| \| \| \| \| \| \| \| \| \| \| \| \| \| \| \| \| \| \| \| \| \| \| \| \| \| \| \| \| \| \| \| \| \| \| \| \| \| Tái Chấn (載振) 1824–1856 \| Tái Chấn (載振) 1824–1856 \| Tái Chấn (載振) 1824–1856 \| Tái Chấn (載振) 1824–1856 \| Tái Chấn (載振) 1824–1856 \| Tái Chấn (載振) 1824–1856 \| \| \| Tái Mưu (載謀) 1795–1854 \| Tái Mưu (載謀) 1795–1854 \| Tái Mưu (載謀) 1795–1854 \| Tái Mưu (載謀) 1795–1854 \| Tái Mưu (載謀) 1795–1854 \| Tái Mưu (載謀) 1795–1854 \| \| \| \| \| \| \| \| \| \| \| \| \| \| \| \| \| \| \| Tái Mã (載禡) 1813–1841 \| Tái Mã (載禡) 1813–1841 \| Tái Mã (載禡) 1813–1841 \| Tái Mã (載禡) 1813–1841 \| Tái Mã (載禡) 1813–1841 \| Tái Mã (載禡) 1813–1841 \| \| \| Bối lặc Tái Chú (載澍) 1870–1878–1897–? Thừa tự Quận vương Dịch Huệ \| Bối lặc Tái Chú (載澍) 1870–1878–1897–? Thừa tự Quận vương Dịch Huệ \| Bối lặc Tái Chú (載澍) 1870–1878–1897–? Thừa tự Quận vương Dịch Huệ \| Bối lặc Tái Chú (載澍) 1870–1878–1897–? Thừa tự Quận vương Dịch Huệ \| Bối lặc Tái Chú (載澍) 1870–1878–1897–? Thừa tự Quận vương Dịch Huệ \| Bối lặc Tái Chú (載澍) 1870–1878–1897–? Thừa tự Quận vương Dịch Huệ \| \| \| \| \| \| \| \| \| \| \| \| \| \| \| \| \| \| \| \| \| \| \| \| \| \| \| \| \| \| \| \| \| \| \| \| \| \| Tái Chấn (載振) 1824–1856 \| Tái Chấn (載振) 1824–1856 \| Tái Chấn (載振) 1824–1856 \| Tái Chấn (載振) 1824–1856 \| Tái Chấn (載振) 1824–1856 \| Tái Chấn (載振) 1824–1856 \| \| \| Tái Mưu (載謀) 1795–1854 \| Tái Mưu (載謀) 1795–1854 \| Tái Mưu (載謀) 1795–1854 \| Tái Mưu (載謀) 1795–1854 \| Tái Mưu (載謀) 1795–1854 \| Tái Mưu (載謀) 1795–1854 \| \| \| \| \| \| \| \| \| \| \| \| \| \| \| \| \| \| \| Tái Mã (載禡) 1813–1841 \| Tái Mã (載禡) 1813–1841 \| Tái Mã (載禡) 1813–1841 \| Tái Mã (載禡) 1813–1841 \| Tái Mã (載禡) 1813–1841 \| Tái Mã (載禡) 1813–1841 \| \| \| Bối lặc Tái Chú (載澍) 1870–1878–1897–? Thừa tự Quận vương Dịch Huệ \| Bối lặc Tái Chú (載澍) 1870–1878–1897–? Thừa tự Quận vương Dịch Huệ \| Bối lặc Tái Chú (載澍) 1870–1878–1897–? Thừa tự Quận vương Dịch Huệ \| Bối lặc Tái Chú (載澍) 1870–1878–1897–? Thừa tự Quận vương Dịch Huệ \| Bối lặc Tái Chú (載澍) 1870–1878–1897–? Thừa tự Quận vương Dịch Huệ \| Bối lặc Tái Chú (載澍) 1870–1878–1897–? Thừa tự Quận vương Dịch Huệ \| \| \| \| \| \| \| \| \| \| \| \| \| \| \| \| \| \| \| \| \| \| \| \| \| \| \| \| \| \| \| \| \| \| \| \| \| \| \| \| \| \| \| \| \| \| \| \| \| \| \| \| \| \| \| \| \| \| \| \| \| \| \| \| \| \| \| \| \| \| \| \| \| \| \| \| \| \| \| \| \| \| \| \| \| \| \| \| \| \| \| \| \| \| \| \| \| \| \| \| \| \| \| \| \| \| \| \| \| \| \| \| \| \| \| \| \| \| \| \| \| Phổ Giai (溥佳) 1845–1876 \| Phổ Giai (溥佳) 1845–1876 \| Phổ Giai (溥佳) 1845–1876 \| Phổ Giai (溥佳) 1845–1876 \| Phổ Giai (溥佳) 1845–1876 \| Phổ Giai (溥佳) 1845–1876 \| \| \| Phổ Kỳ (溥麒) 1825–1878 \| Phổ Kỳ (溥麒) 1825–1878 \| Phổ Kỳ (溥麒) 1825–1878 \| Phổ Kỳ (溥麒) 1825–1878 \| Phổ Kỳ (溥麒) 1825–1878 \| Phổ Kỳ (溥麒) 1825–1878 \| \| \| Phổ Lân (溥麟) 1822–1895 \| Phổ Lân (溥麟) 1822–1895 \| Phổ Lân (溥麟) 1822–1895 \| Phổ Lân (溥麟) 1822–1895 \| Phổ Lân (溥麟) 1822–1895 \| Phổ Lân (溥麟) 1822–1895 \| \| \| \| \| \| \| \| \| \| \| Phụng ân Tướng quân Phổ Thụy (溥瑞) 1828–1848–1862 \| Phụng ân Tướng quân Phổ Thụy (溥瑞) 1828–1848–1862 \| Phụng ân Tướng quân Phổ Thụy (溥瑞) 1828–1848–1862 \| Phụng ân Tướng quân Phổ Thụy (溥瑞) 1828–1848–1862 \| Phụng ân Tướng quân Phổ Thụy (溥瑞) 1828–1848–1862 \| Phụng ân Tướng quân Phổ Thụy (溥瑞) 1828–1848–1862 \| \| \| \| \| \| \| \| \| \| \| \| \| \| \| \| \| \| \| \| \| \| \| \| \| \| \| \| \| \| \| \| \| \| \| \| \| \| \| \| \| \| \| \| \| \| Phổ Giai (溥佳) 1845–1876 \| Phổ Giai (溥佳) 1845–1876 \| Phổ Giai (溥佳) 1845–1876 \| Phổ Giai (溥佳) 1845–1876 \| Phổ Giai (溥佳) 1845–1876 \| Phổ Giai (溥佳) 1845–1876 \| \| \| Phổ Kỳ (溥麒) 1825–1878 \| Phổ Kỳ (溥麒) 1825–1878 \| Phổ Kỳ (溥麒) 1825–1878 \| Phổ Kỳ (溥麒) 1825–1878 \| Phổ Kỳ (溥麒) 1825–1878 \| Phổ Kỳ (溥麒) 1825–1878 \| \| \| Phổ Lân (溥麟) 1822–1895 \| Phổ Lân (溥麟) 1822–1895 \| Phổ Lân (溥麟) 1822–1895 \| Phổ Lân (溥麟) 1822–1895 \| Phổ Lân (溥麟) 1822–1895 \| Phổ Lân (溥麟) 1822–1895 \| \| \| \| \| \| \| \| \| \| \| Phụng ân Tướng quân Phổ Thụy (溥瑞) 1828–1848–1862 \| Phụng ân Tướng quân Phổ Thụy (溥瑞) 1828–1848–1862 \| Phụng ân Tướng quân Phổ Thụy (溥瑞) 1828–1848–1862 \| Phụng ân Tướng quân Phổ Thụy (溥瑞) 1828–1848–1862 \| Phụng ân Tướng quân Phổ Thụy (溥瑞) 1828–1848–1862 \| Phụng ân Tướng quân Phổ Thụy (溥瑞) 1828–1848–1862 \| \| \| \| \| \| \| \| \| \| \| \| \| \| \| \| \| \| \| \| \| \| \| \| \| \| \| \| \| \| \| \| \| \| \| \| \| \| \| \| \| \| \| \| \| \| \| \| \| \| \| \| \| \| \| \| \| \| \| \| \| \| \| \| \| \| \| \| \| \| \| \| \| \| \| \| \| \| \| \| \| \| \| \| \| \| \| \| \| \| \| \| \| \| \| \| \| \| \| \| \| \| \| \| \| \| \| \| \| \| \| \| \| \| \| \| \| \| \| \| \| \| \| \| \| \| \| \| \| Dục Bảo (毓葆) 1874–? \| Dục Bảo (毓葆) 1874–? \| Dục Bảo (毓葆) 1874–? \| Dục Bảo (毓葆) 1874–? \| Dục Bảo (毓葆) 1874–? \| Dục Bảo (毓葆) 1874–? \| \| \| \| \| \| \| \| \| \| \| \| \| \| \| \| \| \| \| \| \| \| \| \| \| \| \| Phụng ân Tướng quân Dục Anh (毓英) 1870–1889–1915 \| Phụng ân Tướng quân Dục Anh (毓英) 1870–1889–1915 \| Phụng ân Tướng quân Dục Anh (毓英) 1870–1889–1915 \| Phụng ân Tướng quân Dục Anh (毓英) 1870–1889–1915 \| Phụng ân Tướng quân Dục Anh (毓英) 1870–1889–1915 \| Phụng ân Tướng quân Dục Anh (毓英) 1870–1889–1915 \| \| \| Phụng ân Tướng quân Dục Thuyên (毓荃) 1871–1862–1889 \| Phụng ân Tướng quân Dục Thuyên (毓荃) 1871–1862–1889 \| Phụng ân Tướng quân Dục Thuyên (毓荃) 1871–1862–1889 \| Phụng ân Tướng quân Dục Thuyên (毓荃) 1871–1862–1889 \| Phụng ân Tướng quân Dục Thuyên (毓荃) 1871–1862–1889 \| Phụng ân Tướng quân Dục Thuyên (毓荃) 1871–1862–1889 \| \| \| \| \| \| \| \| \| \| \| \| \| \| \| \| \| \| \| \| \| \| \| \| \| \| \| \| \| \| \| \| \| \| \| \| \| \| Dục Bảo (毓葆) 1874–? \| Dục Bảo (毓葆) 1874–? \| Dục Bảo (毓葆) 1874–? \| Dục Bảo (毓葆) 1874–? \| Dục Bảo (毓葆) 1874–? \| Dục Bảo (毓葆) 1874–? \| \| \| \| \| \| \| \| \| \| \| \| \| \| \| \| \| \| \| \| \| \| \| \| \| \| \| Phụng ân Tướng quân Dục Anh (毓英) 1870–1889–1915 \| Phụng ân Tướng quân Dục Anh (毓英) 1870–1889–1915 \| Phụng ân Tướng quân Dục Anh (毓英) 1870–1889–1915 \| Phụng ân Tướng quân Dục Anh (毓英) 1870–1889–1915 \| Phụng ân Tướng quân Dục Anh (毓英) 1870–1889–1915 \| Phụng ân Tướng quân Dục Anh (毓英) 1870–1889–1915 \| \| \| Phụng ân Tướng quân Dục Thuyên (毓荃) 1871–1862–1889 \| Phụng ân Tướng quân Dục Thuyên (毓荃) 1871–1862–1889 \| Phụng ân Tướng quân Dục Thuyên (毓荃) 1871–1862–1889 \| Phụng ân Tướng quân Dục Thuyên (毓荃) 1871–1862–1889 \| Phụng ân Tướng quân Dục Thuyên (毓荃) 1871–1862–1889 \| Phụng ân Tướng quân Dục Thuyên (毓荃) 1871–1862–1889 \| \| \| \| \| \| \| \| \| \| \| \| \| \| \| \| \| \| \| \| \| \| \| \| \| \| \| \| \| \| \| \| \| \| \| \| \| \| \| \| \| \| \| \| \| \| \| \| \| \| \| \| \| \| \| \| \| \| \| \| \| \| \| \| \| \| \| \| \| \| \| \| \| \| \| \| \| \| \| \| \| \| \| \| \| \| \| \| \| \| \| \| \| \| \| \| \| \| \| \| \| \| \| \| \| \| \| \| \| \| \| \| \| \| \| \| \| \| \| \| \| \| \| \| \| \| \| \| \| \| \| \| \| \| \| \| \| \| \| \| \| \| \| \| \| \| \| \| \| \| \| \| \| Phụng ân Tướng quân Hằng Nguyên (恆元) 1911–1917–? \| \| \| \| \| \| \| \| \| \| \| \| \| \| \| \| \| \| \| \| \| \| \| \| \| \| \| \| \| \| \| \| \| \| \| \| \| \| \| \| \| \| \| \| \| \| \| \| \| \| |                                                                 |                                                                 |                                                                 |                                                                 |                                                                 |  |  |                            |                            |                            |                            |                            |                            |  |  |                            |                            |                            |                            |                            |                            |  |  |                             |                             |                             |                             |                             |                             |  |  |                                                            |                                                            |                                                            |                                                            |                                                            |                                                            |  |  |                                                                     |                                                                     |                                                                     |                                                                     |                                                                     |                                                                     |  |  |  |  |  |  |  |  |  |  |  |  |  |  |  |  |  |  |  |  |  |  |  |  |  |  |  |  |  |  |  |  |  |  |  |  |
| |                                                                 |                                                                 |                                                                 |                                                                 |                                                                 |  |  |                            |                            |                            |                            |                            |                            |  |  |                            |                            |                            |                            |                            |                            |  |  |                             |                             |                             |                             |                             |                             |  |  |                                                            |                                                            |                                                            |                                                            |                                                            |                                                            |  |  | Dĩ cách Trực Quận vương Bối tử Dận Thì 1672–1698–1708–1735          |                                                                     |                                                                     |                                                                     |                                                                     |                                                                     |  |  |  |  |  |  |  |  |  |  |  |  |  |  |  |  |  |  |  |  |  |  |  |  |  |  |  |  |  |  |  |  |  |  |  |  |
| |                                                                 |                                                                 |                                                                 |                                                                 |                                                                 |  |  |                            |                            |                            |                            |                            |                            |  |  |                            |                            |                            |                            |                            |                            |  |  |                             |                             |                             |                             |                             |                             |  |  |                                                            |                                                            |                                                            |                                                            |                                                            |                                                            |  |  |                                                                     |                                                                     |                                                                     |                                                                     |                                                                     |                                                                     |  |  |  |  |  |  |  |  |  |  |  |  |  |  |  |  |  |  |  |  |  |  |  |  |  |  |  |  |  |  |  |  |  |  |  |  |
| |                                                                 |                                                                 |                                                                 |                                                                 |                                                                 |  |  |                            |                            |                            |                            |                            |                            |  |  |                            |                            |                            |                            |                            |                            |  |  |                             |                             |                             |                             |                             |                             |  |  |                                                            |                                                            |                                                            |                                                            |                                                            |                                                            |  |  |                                                                     |                                                                     |                                                                     |                                                                     |                                                                     |                                                                     |  |  |  |  |  |  |  |  |  |  |  |  |  |  |  |  |  |  |  |  |  |  |  |  |  |  |  |  |  |  |  |  |  |  |  |  |
| Phụng ân Trấn quốc công Hoằng Phưởng (弘昉) 1704–1735–1772 | Phụng ân Trấn quốc công Hoằng Phưởng (弘昉) 1704–1735–1772      | Phụng ân Trấn quốc công Hoằng Phưởng (弘昉) 1704–1735–1772      | Phụng ân Trấn quốc công Hoằng Phưởng (弘昉) 1704–1735–1772      | Phụng ân Trấn quốc công Hoằng Phưởng (弘昉) 1704–1735–1772      | Phụng ân Trấn quốc công Hoằng Phưởng (弘昉) 1704–1735–1772      |  |  |                            |                            |                            |                            |                            |                            |  |  |                            |                            |                            |                            |                            |                            |  |  |                             |                             |                             |                             |                             |                             |  |  |                                                            |                                                            |                                                            |                                                            |                                                            |                                                            |  |  | Phụng ân Tướng quân Hoằng Thưởng (弘晌) 1718–1773–1781              | Phụng ân Tướng quân Hoằng Thưởng (弘晌) 1718–1773–1781              | Phụng ân Tướng quân Hoằng Thưởng (弘晌) 1718–1773–1781              | Phụng ân Tướng quân Hoằng Thưởng (弘晌) 1718–1773–1781              | Phụng ân Tướng quân Hoằng Thưởng (弘晌) 1718–1773–1781              | Phụng ân Tướng quân Hoằng Thưởng (弘晌) 1718–1773–1781              |  |  |  |  |  |  |  |  |  |  |  |  |  |  |  |  |  |  |  |  |  |  |  |  |  |  |  |  |  |  |  |  |  |  |  |  |
| Phụng ân Trấn quốc công Hoằng Phưởng (弘昉) 1704–1735–1772 | Phụng ân Trấn quốc công Hoằng Phưởng (弘昉) 1704–1735–1772      | Phụng ân Trấn quốc công Hoằng Phưởng (弘昉) 1704–1735–1772      | Phụng ân Trấn quốc công Hoằng Phưởng (弘昉) 1704–1735–1772      | Phụng ân Trấn quốc công Hoằng Phưởng (弘昉) 1704–1735–1772      | Phụng ân Trấn quốc công Hoằng Phưởng (弘昉) 1704–1735–1772      |  |  |                            |                            |                            |                            |                            |                            |  |  |                            |                            |                            |                            |                            |                            |  |  |                             |                             |                             |                             |                             |                             |  |  |                                                            |                                                            |                                                            |                                                            |                                                            |                                                            |  |  | Phụng ân Tướng quân Hoằng Thưởng (弘晌) 1718–1773–1781              | Phụng ân Tướng quân Hoằng Thưởng (弘晌) 1718–1773–1781              | Phụng ân Tướng quân Hoằng Thưởng (弘晌) 1718–1773–1781              | Phụng ân Tướng quân Hoằng Thưởng (弘晌) 1718–1773–1781              | Phụng ân Tướng quân Hoằng Thưởng (弘晌) 1718–1773–1781              | Phụng ân Tướng quân Hoằng Thưởng (弘晌) 1718–1773–1781              |  |  |  |  |  |  |  |  |  |  |  |  |  |  |  |  |  |  |  |  |  |  |  |  |  |  |  |  |  |  |  |  |  |  |  |  |
| |                                                                 |                                                                 |                                                                 |                                                                 |                                                                 |  |  |                            |                            |                            |                            |                            |                            |  |  |                            |                            |                            |                            |                            |                            |  |  |                             |                             |                             |                             |                             |                             |  |  |                                                            |                                                            |                                                            |                                                            |                                                            |                                                            |  |  |                                                                     |                                                                     |                                                                     |                                                                     |                                                                     |                                                                     |  |  |  |  |  |  |  |  |  |  |  |  |  |  |  |  |  |  |  |  |  |  |  |  |  |  |  |  |  |  |  |  |  |  |  |  |
| Dĩ cách Phụng ân Phụ quốc công Vĩnh Dương (永揚) 1747–1773–1777 | Dĩ cách Phụng ân Phụ quốc công Vĩnh Dương (永揚) 1747–1773–1777 | Dĩ cách Phụng ân Phụ quốc công Vĩnh Dương (永揚) 1747–1773–1777 | Dĩ cách Phụng ân Phụ quốc công Vĩnh Dương (永揚) 1747–1773–1777 | Dĩ cách Phụng ân Phụ quốc công Vĩnh Dương (永揚) 1747–1773–1777 | Dĩ cách Phụng ân Phụ quốc công Vĩnh Dương (永揚) 1747–1773–1777 |  |  | Vĩnh Thác (永𤣯) 1727–1780 | Vĩnh Thác (永𤣯) 1727–1780 | Vĩnh Thác (永𤣯) 1727–1780 | Vĩnh Thác (永𤣯) 1727–1780 | Vĩnh Thác (永𤣯) 1727–1780 | Vĩnh Thác (永𤣯) 1727–1780 |  |  | Vĩnh Tồn (永𤣳) 1725–1760  | Vĩnh Tồn (永𤣳) 1725–1760  | Vĩnh Tồn (永𤣳) 1725–1760  | Vĩnh Tồn (永𤣳) 1725–1760  | Vĩnh Tồn (永𤣳) 1725–1760  | Vĩnh Tồn (永𤣳) 1725–1760  |  |  | Vĩnh Phàm (永㺸) 1723–1771  | Vĩnh Phàm (永㺸) 1723–1771  | Vĩnh Phàm (永㺸) 1723–1771  | Vĩnh Phàm (永㺸) 1723–1771  | Vĩnh Phàm (永㺸) 1723–1771  | Vĩnh Phàm (永㺸) 1723–1771  |  |  |                                                            |                                                            |                                                            |                                                            |                                                            |                                                            |  |  | Phụng ân Tướng quân Vĩnh Đa (永多) 1740–1781–1809                   | Phụng ân Tướng quân Vĩnh Đa (永多) 1740–1781–1809                   | Phụng ân Tướng quân Vĩnh Đa (永多) 1740–1781–1809                   | Phụng ân Tướng quân Vĩnh Đa (永多) 1740–1781–1809                   | Phụng ân Tướng quân Vĩnh Đa (永多) 1740–1781–1809                   | Phụng ân Tướng quân Vĩnh Đa (永多) 1740–1781–1809                   |  |  |  |  |  |  |  |  |  |  |  |  |  |  |  |  |  |  |  |  |  |  |  |  |  |  |  |  |  |  |  |  |  |  |  |  |
| Dĩ cách Phụng ân Phụ quốc công Vĩnh Dương (永揚) 1747–1773–1777 | Dĩ cách Phụng ân Phụ quốc công Vĩnh Dương (永揚) 1747–1773–1777 | Dĩ cách Phụng ân Phụ quốc công Vĩnh Dương (永揚) 1747–1773–1777 | Dĩ cách Phụng ân Phụ quốc công Vĩnh Dương (永揚) 1747–1773–1777 | Dĩ cách Phụng ân Phụ quốc công Vĩnh Dương (永揚) 1747–1773–1777 | Dĩ cách Phụng ân Phụ quốc công Vĩnh Dương (永揚) 1747–1773–1777 |  |  | Vĩnh Thác (永𤣯) 1727–1780 | Vĩnh Thác (永𤣯) 1727–1780 | Vĩnh Thác (永𤣯) 1727–1780 | Vĩnh Thác (永𤣯) 1727–1780 | Vĩnh Thác (永𤣯) 1727–1780 | Vĩnh Thác (永𤣯) 1727–1780 |  |  | Vĩnh Tồn (永𤣳) 1725–1760  | Vĩnh Tồn (永𤣳) 1725–1760  | Vĩnh Tồn (永𤣳) 1725–1760  | Vĩnh Tồn (永𤣳) 1725–1760  | Vĩnh Tồn (永𤣳) 1725–1760  | Vĩnh Tồn (永𤣳) 1725–1760  |  |  | Vĩnh Phàm (永㺸) 1723–1771  | Vĩnh Phàm (永㺸) 1723–1771  | Vĩnh Phàm (永㺸) 1723–1771  | Vĩnh Phàm (永㺸) 1723–1771  | Vĩnh Phàm (永㺸) 1723–1771  | Vĩnh Phàm (永㺸) 1723–1771  |  |  |                                                            |                                                            |                                                            |                                                            |                                                            |                                                            |  |  | Phụng ân Tướng quân Vĩnh Đa (永多) 1740–1781–1809                   | Phụng ân Tướng quân Vĩnh Đa (永多) 1740–1781–1809                   | Phụng ân Tướng quân Vĩnh Đa (永多) 1740–1781–1809                   | Phụng ân Tướng quân Vĩnh Đa (永多) 1740–1781–1809                   | Phụng ân Tướng quân Vĩnh Đa (永多) 1740–1781–1809                   | Phụng ân Tướng quân Vĩnh Đa (永多) 1740–1781–1809                   |  |  |  |  |  |  |  |  |  |  |  |  |  |  |  |  |  |  |  |  |  |  |  |  |  |  |  |  |  |  |  |  |  |  |  |  |
| |                                                                 |                                                                 |                                                                 |                                                                 |                                                                 |  |  |                            |                            |                            |                            |                            |                            |  |  |                            |                            |                            |                            |                            |                            |  |  |                             |                             |                             |                             |                             |                             |  |  |                                                            |                                                            |                                                            |                                                            |                                                            |                                                            |  |  |                                                                     |                                                                     |                                                                     |                                                                     |                                                                     |                                                                     |  |  |  |  |  |  |  |  |  |  |  |  |  |  |  |  |  |  |  |  |  |  |  |  |  |  |  |  |  |  |  |  |  |  |  |  |
| Miên Bỉ (綿比) 1762–1824 | Miên Bỉ (綿比) 1762–1824                                        | Miên Bỉ (綿比) 1762–1824                                        | Miên Bỉ (綿比) 1762–1824                                        | Miên Bỉ (綿比) 1762–1824                                        | Miên Bỉ (綿比) 1762–1824                                        |  |  | Miên Hạo (綿灝) 1747-1807  | Miên Hạo (綿灝) 1747-1807  | Miên Hạo (綿灝) 1747-1807  | Miên Hạo (綿灝) 1747-1807  | Miên Hạo (綿灝) 1747-1807  | Miên Hạo (綿灝) 1747-1807  |  |  | Miên Dong (綿蓉) 1752–1804 | Miên Dong (綿蓉) 1752–1804 | Miên Dong (綿蓉) 1752–1804 | Miên Dong (綿蓉) 1752–1804 | Miên Dong (綿蓉) 1752–1804 | Miên Dong (綿蓉) 1752–1804 |  |  | Miên Lượng (綿亮) 1750–1774 | Miên Lượng (綿亮) 1750–1774 | Miên Lượng (綿亮) 1750–1774 | Miên Lượng (綿亮) 1750–1774 | Miên Lượng (綿亮) 1750–1774 | Miên Lượng (綿亮) 1750–1774 |  |  | Miên Tuyên (綿亘) 1761–1803                                | Miên Tuyên (綿亘) 1761–1803                                | Miên Tuyên (綿亘) 1761–1803                                | Miên Tuyên (綿亘) 1761–1803                                | Miên Tuyên (綿亘) 1761–1803                                | Miên Tuyên (綿亘) 1761–1803                                |  |  | Miên Khang (綿康) 1796–1845                                         | Miên Khang (綿康) 1796–1845                                         | Miên Khang (綿康) 1796–1845                                         | Miên Khang (綿康) 1796–1845                                         | Miên Khang (綿康) 1796–1845                                         | Miên Khang (綿康) 1796–1845                                         |  |  |  |  |  |  |  |  |  |  |  |  |  |  |  |  |  |  |  |  |  |  |  |  |  |  |  |  |  |  |  |  |  |  |  |  |
| Miên Bỉ (綿比) 1762–1824 | Miên Bỉ (綿比) 1762–1824                                        | Miên Bỉ (綿比) 1762–1824                                        | Miên Bỉ (綿比) 1762–1824                                        | Miên Bỉ (綿比) 1762–1824                                        | Miên Bỉ (綿比) 1762–1824                                        |  |  | Miên Hạo (綿灝) 1747-1807  | Miên Hạo (綿灝) 1747-1807  | Miên Hạo (綿灝) 1747-1807  | Miên Hạo (綿灝) 1747-1807  | Miên Hạo (綿灝) 1747-1807  | Miên Hạo (綿灝) 1747-1807  |  |  | Miên Dong (綿蓉) 1752–1804 | Miên Dong (綿蓉) 1752–1804 | Miên Dong (綿蓉) 1752–1804 | Miên Dong (綿蓉) 1752–1804 | Miên Dong (綿蓉) 1752–1804 | Miên Dong (綿蓉) 1752–1804 |  |  | Miên Lượng (綿亮) 1750–1774 | Miên Lượng (綿亮) 1750–1774 | Miên Lượng (綿亮) 1750–1774 | Miên Lượng (綿亮) 1750–1774 | Miên Lượng (綿亮) 1750–1774 | Miên Lượng (綿亮) 1750–1774 |  |  | Miên Tuyên (綿亘) 1761–1803                                | Miên Tuyên (綿亘) 1761–1803                                | Miên Tuyên (綿亘) 1761–1803                                | Miên Tuyên (綿亘) 1761–1803                                | Miên Tuyên (綿亘) 1761–1803                                | Miên Tuyên (綿亘) 1761–1803                                |  |  | Miên Khang (綿康) 1796–1845                                         | Miên Khang (綿康) 1796–1845                                         | Miên Khang (綿康) 1796–1845                                         | Miên Khang (綿康) 1796–1845                                         | Miên Khang (綿康) 1796–1845                                         | Miên Khang (綿康) 1796–1845                                         |  |  |  |  |  |  |  |  |  |  |  |  |  |  |  |  |  |  |  |  |  |  |  |  |  |  |  |  |  |  |  |  |  |  |  |  |
| |                                                                 |                                                                 |                                                                 |                                                                 |                                                                 |  |  |                            |                            |                            |                            |                            |                            |  |  |                            |                            |                            |                            |                            |                            |  |  |                             |                             |                             |                             |                             |                             |  |  |                                                            |                                                            |                                                            |                                                            |                                                            |                                                            |  |  |                                                                     |                                                                     |                                                                     |                                                                     |                                                                     |                                                                     |  |  |  |  |  |  |  |  |  |  |  |  |  |  |  |  |  |  |  |  |  |  |  |  |  |  |  |  |  |  |  |  |  |  |  |  |
| Dịch Giang (奕江) 1793–1872 | Dịch Giang (奕江) 1793–1872                                     | Dịch Giang (奕江) 1793–1872                                     | Dịch Giang (奕江) 1793–1872                                     | Dịch Giang (奕江) 1793–1872                                     | Dịch Giang (奕江) 1793–1872                                     |  |  | Dịch Quý (奕貴) 1768–1799  | Dịch Quý (奕貴) 1768–1799  | Dịch Quý (奕貴) 1768–1799  | Dịch Quý (奕貴) 1768–1799  | Dịch Quý (奕貴) 1768–1799  | Dịch Quý (奕貴) 1768–1799  |  |  |                            |                            |                            |                            |                            |                            |  |  | Dịch Tỷ (奕璽) 1777–1836    | Dịch Tỷ (奕璽) 1777–1836    | Dịch Tỷ (奕璽) 1777–1836    | Dịch Tỷ (奕璽) 1777–1836    | Dịch Tỷ (奕璽) 1777–1836    | Dịch Tỷ (奕璽) 1777–1836    |  |  | Phụng ân Tướng quân Dịch Chương (奕章) 1796–1809–1848–1850 | Phụng ân Tướng quân Dịch Chương (奕章) 1796–1809–1848–1850 | Phụng ân Tướng quân Dịch Chương (奕章) 1796–1809–1848–1850 | Phụng ân Tướng quân Dịch Chương (奕章) 1796–1809–1848–1850 | Phụng ân Tướng quân Dịch Chương (奕章) 1796–1809–1848–1850 | Phụng ân Tướng quân Dịch Chương (奕章) 1796–1809–1848–1850 |  |  | Dịch Chiêm 1839–1885                                                | Dịch Chiêm 1839–1885                                                | Dịch Chiêm 1839–1885                                                | Dịch Chiêm 1839–1885                                                | Dịch Chiêm 1839–1885                                                | Dịch Chiêm 1839–1885                                                |  |  |  |  |  |  |  |  |  |  |  |  |  |  |  |  |  |  |  |  |  |  |  |  |  |  |  |  |  |  |  |  |  |  |  |  |
| Dịch Giang (奕江) 1793–1872 | Dịch Giang (奕江) 1793–1872                                     | Dịch Giang (奕江) 1793–1872                                     | Dịch Giang (奕江) 1793–1872                                     | Dịch Giang (奕江) 1793–1872                                     | Dịch Giang (奕江) 1793–1872                                     |  |  | Dịch Quý (奕貴) 1768–1799  | Dịch Quý (奕貴) 1768–1799  | Dịch Quý (奕貴) 1768–1799  | Dịch Quý (奕貴) 1768–1799  | Dịch Quý (奕貴) 1768–1799  | Dịch Quý (奕貴) 1768–1799  |  |  |                            |                            |                            |                            |                            |                            |  |  | Dịch Tỷ (奕璽) 1777–1836    | Dịch Tỷ (奕璽) 1777–1836    | Dịch Tỷ (奕璽) 1777–1836    | Dịch Tỷ (奕璽) 1777–1836    | Dịch Tỷ (奕璽) 1777–1836    | Dịch Tỷ (奕璽) 1777–1836    |  |  | Phụng ân Tướng quân Dịch Chương (奕章) 1796–1809–1848–1850 | Phụng ân Tướng quân Dịch Chương (奕章) 1796–1809–1848–1850 | Phụng ân Tướng quân Dịch Chương (奕章) 1796–1809–1848–1850 | Phụng ân Tướng quân Dịch Chương (奕章) 1796–1809–1848–1850 | Phụng ân Tướng quân Dịch Chương (奕章) 1796–1809–1848–1850 | Phụng ân Tướng quân Dịch Chương (奕章) 1796–1809–1848–1850 |  |  | Dịch Chiêm 1839–1885                                                | Dịch Chiêm 1839–1885                                                | Dịch Chiêm 1839–1885                                                | Dịch Chiêm 1839–1885                                                | Dịch Chiêm 1839–1885                                                | Dịch Chiêm 1839–1885                                                |  |  |  |  |  |  |  |  |  |  |  |  |  |  |  |  |  |  |  |  |  |  |  |  |  |  |  |  |  |  |  |  |  |  |  |  |
| |                                                                 |                                                                 |                                                                 |                                                                 |                                                                 |  |  |                            |                            |                            |                            |                            |                            |  |  |                            |                            |                            |                            |                            |                            |  |  |                             |                             |                             |                             |                             |                             |  |  |                                                            |                                                            |                                                            |                                                            |                                                            |                                                            |  |  |                                                                     |                                                                     |                                                                     |                                                                     |                                                                     |                                                                     |  |  |  |  |  |  |  |  |  |  |  |  |  |  |  |  |  |  |  |  |  |  |  |  |  |  |  |  |  |  |  |  |  |  |  |  |
| Tái Chấn (載振) 1824–1856 | Tái Chấn (載振) 1824–1856                                       | Tái Chấn (載振) 1824–1856                                       | Tái Chấn (載振) 1824–1856                                       | Tái Chấn (載振) 1824–1856                                       | Tái Chấn (載振) 1824–1856                                       |  |  | Tái Mưu (載謀) 1795–1854   | Tái Mưu (載謀) 1795–1854   | Tái Mưu (載謀) 1795–1854   | Tái Mưu (載謀) 1795–1854   | Tái Mưu (載謀) 1795–1854   | Tái Mưu (載謀) 1795–1854   |  |  |                            |                            |                            |                            |                            |                            |  |  |                             |                             |                             |                             |                             |                             |  |  | Tái Mã (載禡) 1813–1841                                    | Tái Mã (載禡) 1813–1841                                    | Tái Mã (載禡) 1813–1841                                    | Tái Mã (載禡) 1813–1841                                    | Tái Mã (載禡) 1813–1841                                    | Tái Mã (載禡) 1813–1841                                    |  |  | Bối lặc Tái Chú (載澍) 1870–1878–1897–? Thừa tự Quận vương Dịch Huệ | Bối lặc Tái Chú (載澍) 1870–1878–1897–? Thừa tự Quận vương Dịch Huệ | Bối lặc Tái Chú (載澍) 1870–1878–1897–? Thừa tự Quận vương Dịch Huệ | Bối lặc Tái Chú (載澍) 1870–1878–1897–? Thừa tự Quận vương Dịch Huệ | Bối lặc Tái Chú (載澍) 1870–1878–1897–? Thừa tự Quận vương Dịch Huệ | Bối lặc Tái Chú (載澍) 1870–1878–1897–? Thừa tự Quận vương Dịch Huệ |  |  |  |  |  |  |  |  |  |  |  |  |  |  |  |  |  |  |  |  |  |  |  |  |  |  |  |  |  |  |  |  |  |  |  |  |
| Tái Chấn (載振) 1824–1856 | Tái Chấn (載振) 1824–1856                                       | Tái Chấn (載振) 1824–1856                                       | Tái Chấn (載振) 1824–1856                                       | Tái Chấn (載振) 1824–1856                                       | Tái Chấn (載振) 1824–1856                                       |  |  | Tái Mưu (載謀) 1795–1854   | Tái Mưu (載謀) 1795–1854   | Tái Mưu (載謀) 1795–1854   | Tái Mưu (載謀) 1795–1854   | Tái Mưu (載謀) 1795–1854   | Tái Mưu (載謀) 1795–1854   |  |  |                            |                            |                            |                            |                            |                            |  |  |                             |                             |                             |                             |                             |                             |  |  | Tái Mã (載禡) 1813–1841                                    | Tái Mã (載禡) 1813–1841                                    | Tái Mã (載禡) 1813–1841                                    | Tái Mã (載禡) 1813–1841                                    | Tái Mã (載禡) 1813–1841                                    | Tái Mã (載禡) 1813–1841                                    |  |  | Bối lặc Tái Chú (載澍) 1870–1878–1897–? Thừa tự Quận vương Dịch Huệ | Bối lặc Tái Chú (載澍) 1870–1878–1897–? Thừa tự Quận vương Dịch Huệ | Bối lặc Tái Chú (載澍) 1870–1878–1897–? Thừa tự Quận vương Dịch Huệ | Bối lặc Tái Chú (載澍) 1870–1878–1897–? Thừa tự Quận vương Dịch Huệ | Bối lặc Tái Chú (載澍) 1870–1878–1897–? Thừa tự Quận vương Dịch Huệ | Bối lặc Tái Chú (載澍) 1870–1878–1897–? Thừa tự Quận vương Dịch Huệ |  |  |  |  |  |  |  |  |  |  |  |  |  |  |  |  |  |  |  |  |  |  |  |  |  |  |  |  |  |  |  |  |  |  |  |  |
| |                                                                 |                                                                 |                                                                 |                                                                 |                                                                 |  |  |                            |                            |                            |                            |                            |                            |  |  |                            |                            |                            |                            |                            |                            |  |  |                             |                             |                             |                             |                             |                             |  |  |                                                            |                                                            |                                                            |                                                            |                                                            |                                                            |  |  |                                                                     |                                                                     |                                                                     |                                                                     |                                                                     |                                                                     |  |  |  |  |  |  |  |  |  |  |  |  |  |  |  |  |  |  |  |  |  |  |  |  |  |  |  |  |  |  |  |  |  |  |  |  |
| Phổ Giai (溥佳) 1845–1876 | Phổ Giai (溥佳) 1845–1876                                       | Phổ Giai (溥佳) 1845–1876                                       | Phổ Giai (溥佳) 1845–1876                                       | Phổ Giai (溥佳) 1845–1876                                       | Phổ Giai (溥佳) 1845–1876                                       |  |  | Phổ Kỳ (溥麒) 1825–1878    | Phổ Kỳ (溥麒) 1825–1878    | Phổ Kỳ (溥麒) 1825–1878    | Phổ Kỳ (溥麒) 1825–1878    | Phổ Kỳ (溥麒) 1825–1878    | Phổ Kỳ (溥麒) 1825–1878    |  |  | Phổ Lân (溥麟) 1822–1895   | Phổ Lân (溥麟) 1822–1895   | Phổ Lân (溥麟) 1822–1895   | Phổ Lân (溥麟) 1822–1895   | Phổ Lân (溥麟) 1822–1895   | Phổ Lân (溥麟) 1822–1895   |  |  |                             |                             |                             |                             |                             |                             |  |  | Phụng ân Tướng quân Phổ Thụy (溥瑞) 1828–1848–1862         | Phụng ân Tướng quân Phổ Thụy (溥瑞) 1828–1848–1862         | Phụng ân Tướng quân Phổ Thụy (溥瑞) 1828–1848–1862         | Phụng ân Tướng quân Phổ Thụy (溥瑞) 1828–1848–1862         | Phụng ân Tướng quân Phổ Thụy (溥瑞) 1828–1848–1862         | Phụng ân Tướng quân Phổ Thụy (溥瑞) 1828–1848–1862         |  |  |                                                                     |                                                                     |                                                                     |                                                                     |                                                                     |                                                                     |  |  |  |  |  |  |  |  |  |  |  |  |  |  |  |  |  |  |  |  |  |  |  |  |  |  |  |  |  |  |  |  |  |  |  |  |
| Phổ Giai (溥佳) 1845–1876 | Phổ Giai (溥佳) 1845–1876                                       | Phổ Giai (溥佳) 1845–1876                                       | Phổ Giai (溥佳) 1845–1876                                       | Phổ Giai (溥佳) 1845–1876                                       | Phổ Giai (溥佳) 1845–1876                                       |  |  | Phổ Kỳ (溥麒) 1825–1878    | Phổ Kỳ (溥麒) 1825–1878    | Phổ Kỳ (溥麒) 1825–1878    | Phổ Kỳ (溥麒) 1825–1878    | Phổ Kỳ (溥麒) 1825–1878    | Phổ Kỳ (溥麒) 1825–1878    |  |  | Phổ Lân (溥麟) 1822–1895   | Phổ Lân (溥麟) 1822–1895   | Phổ Lân (溥麟) 1822–1895   | Phổ Lân (溥麟) 1822–1895   | Phổ Lân (溥麟) 1822–1895   | Phổ Lân (溥麟) 1822–1895   |  |  |                             |                             |                             |                             |                             |                             |  |  | Phụng ân Tướng quân Phổ Thụy (溥瑞) 1828–1848–1862         | Phụng ân Tướng quân Phổ Thụy (溥瑞) 1828–1848–1862         | Phụng ân Tướng quân Phổ Thụy (溥瑞) 1828–1848–1862         | Phụng ân Tướng quân Phổ Thụy (溥瑞) 1828–1848–1862         | Phụng ân Tướng quân Phổ Thụy (溥瑞) 1828–1848–1862         | Phụng ân Tướng quân Phổ Thụy (溥瑞) 1828–1848–1862         |  |  |                                                                     |                                                                     |                                                                     |                                                                     |                                                                     |                                                                     |  |  |  |  |  |  |  |  |  |  |  |  |  |  |  |  |  |  |  |  |  |  |  |  |  |  |  |  |  |  |  |  |  |  |  |  |
| |                                                                 |                                                                 |                                                                 |                                                                 |                                                                 |  |  |                            |                            |                            |                            |                            |                            |  |  |                            |                            |                            |                            |                            |                            |  |  |                             |                             |                             |                             |                             |                             |  |  |                                                            |                                                            |                                                            |                                                            |                                                            |                                                            |  |  |                                                                     |                                                                     |                                                                     |                                                                     |                                                                     |                                                                     |  |  |  |  |  |  |  |  |  |  |  |  |  |  |  |  |  |  |  |  |  |  |  |  |  |  |  |  |  |  |  |  |  |  |  |  |
| Dục Bảo (毓葆) 1874–? | Dục Bảo (毓葆) 1874–?                                           | Dục Bảo (毓葆) 1874–?                                           | Dục Bảo (毓葆) 1874–?                                           | Dục Bảo (毓葆) 1874–?                                           | Dục Bảo (毓葆) 1874–?                                           |  |  |                            |                            |                            |                            |                            |                            |  |  |                            |                            |                            |                            |                            |                            |  |  |                             |                             |                             |                             |                             |                             |  |  | Phụng ân Tướng quân Dục Anh (毓英) 1870–1889–1915          | Phụng ân Tướng quân Dục Anh (毓英) 1870–1889–1915          | Phụng ân Tướng quân Dục Anh (毓英) 1870–1889–1915          | Phụng ân Tướng quân Dục Anh (毓英) 1870–1889–1915          | Phụng ân Tướng quân Dục Anh (毓英) 1870–1889–1915          | Phụng ân Tướng quân Dục Anh (毓英) 1870–1889–1915          |  |  | Phụng ân Tướng quân Dục Thuyên (毓荃) 1871–1862–1889                | Phụng ân Tướng quân Dục Thuyên (毓荃) 1871–1862–1889                | Phụng ân Tướng quân Dục Thuyên (毓荃) 1871–1862–1889                | Phụng ân Tướng quân Dục Thuyên (毓荃) 1871–1862–1889                | Phụng ân Tướng quân Dục Thuyên (毓荃) 1871–1862–1889                | Phụng ân Tướng quân Dục Thuyên (毓荃) 1871–1862–1889                |  |  |  |  |  |  |  |  |  |  |  |  |  |  |  |  |  |  |  |  |  |  |  |  |  |  |  |  |  |  |  |  |  |  |  |  |
| Dục Bảo (毓葆) 1874–? | Dục Bảo (毓葆) 1874–?                                           | Dục Bảo (毓葆) 1874–?                                           | Dục Bảo (毓葆) 1874–?                                           | Dục Bảo (毓葆) 1874–?                                           | Dục Bảo (毓葆) 1874–?                                           |  |  |                            |                            |                            |                            |                            |                            |  |  |                            |                            |                            |                            |                            |                            |  |  |                             |                             |                             |                             |                             |                             |  |  | Phụng ân Tướng quân Dục Anh (毓英) 1870–1889–1915          | Phụng ân Tướng quân Dục Anh (毓英) 1870–1889–1915          | Phụng ân Tướng quân Dục Anh (毓英) 1870–1889–1915          | Phụng ân Tướng quân Dục Anh (毓英) 1870–1889–1915          | Phụng ân Tướng quân Dục Anh (毓英) 1870–1889–1915          | Phụng ân Tướng quân Dục Anh (毓英) 1870–1889–1915          |  |  | Phụng ân Tướng quân Dục Thuyên (毓荃) 1871–1862–1889                | Phụng ân Tướng quân Dục Thuyên (毓荃) 1871–1862–1889                | Phụng ân Tướng quân Dục Thuyên (毓荃) 1871–1862–1889                | Phụng ân Tướng quân Dục Thuyên (毓荃) 1871–1862–1889                | Phụng ân Tướng quân Dục Thuyên (毓荃) 1871–1862–1889                | Phụng ân Tướng quân Dục Thuyên (毓荃) 1871–1862–1889                |  |  |  |  |  |  |  |  |  |  |  |  |  |  |  |  |  |  |  |  |  |  |  |  |  |  |  |  |  |  |  |  |  |  |  |  |
| |                                                                 |                                                                 |                                                                 |                                                                 |                                                                 |  |  |                            |                            |                            |                            |                            |                            |  |  |                            |                            |                            |                            |                            |                            |  |  |                             |                             |                             |                             |                             |                             |  |  |                                                            |                                                            |                                                            |                                                            |                                                            |                                                            |  |  |                                                                     |                                                                     |                                                                     |                                                                     |                                                                     |                                                                     |  |  |  |  |  |  |  |  |  |  |  |  |  |  |  |  |  |  |  |  |  |  |  |  |  |  |  |  |  |  |  |  |  |  |  |  |
| |                                                                 |                                                                 |                                                                 |                                                                 |                                                                 |  |  |                            |                            |                            |                            |                            |                            |  |  |                            |                            |                            |                            |                            |                            |  |  |                             |                             |                             |                             |                             |                             |  |  | Phụng ân Tướng quân Hằng Nguyên (恆元) 1911–1917–?         |                                                            |                                                            |                                                            |                                                            |                                                            |  |  |                                                                     |                                                                     |                                                                     |                                                                     |                                                                     |                                                                     |  |  |  |  |  |  |  |  |  |  |  |  |  |  |  |  |  |  |  |  |  |  |  |  |  |  |  |  |  |  |  |  |  |  |  |  |

#### Con trai
| #  | Tước hiệu               | Phiên âm     | Chữ Hán | Sinh | Mất  | Sinh mẫu              | Ghi chú                                            |
| -- | ----------------------- | ------------ | ------- | ---- | ---- | --------------------- | -------------------------------------------------- |
| 1  |                         | Hoằng Dục    | 弘昱    | 1696 | 1718 | Y Nhĩ Căn Giác La thị | Đích thê họ Hách Xá Lý, con gái của Hách Ni (赫呢) |
| 2  | Phụng ân Trấn quốc công | Hoằng Phưởng | 弘昉    | 1704 | 1772 | Vương thị             | Có 9 con trai                                      |
| 3  |                         | Hoằng Vĩ     | 弘暐    | 1705 | 1710 | Trương Giai thị       | Chết yểu                                           |
| 4  |                         | Hoằng Diệu   | 弘曜    | 1707 | 1710 | Trương Giai thị       | Chết yểu                                           |
| 5  |                         |              |         | 1709 | 1711 | Quan thị              | Chết yểu                                           |
| 6  | Nhị đẳng Thị vệ         | Hoằng Hàm    | 弘晗    | 1709 | 1755 | Tiền thị              | Có 2 con trai                                      |
| 7  | Tam đẳng Thị vệ         | Hoằng Chước  | 弘旳    | 1709 | 1741 | Nguyễn thị            | Có 7 con trai                                      |
| 8  |                         |              |         | 1710 | 1711 | Trương Giai thị       |                                                    |
| 9  |                         |              |         | 1715 | 1720 | Quách thị             |                                                    |
| 10 |                         |              |         | 1716 | 1720 | Ngô Nhã thị           |                                                    |
| 11 |                         |              |         | 1716 | 1719 | Tấn thị               |                                                    |
| 12 | Phụng ân Tướng quân     | Hoằng Thưởng | 弘晌    | 1718 | 1781 | Cao thị               | Có 7 con trai                                      |
| 13 | Tam đẳng Thị vệ         | Hoằng Đồng   | 弘晍    | 1723 | 1760 | Trương Giai thị       | Có 4 con trai                                      |
| 14 |                         | Hoằng Minh   | 弘明    | 1732 | 1806 | Trương Giai thị       | Có 1 con trai                                      |
| 15 |                         | Hoằng Đồn    | 弘旽    | 1732 | 1805 | Trương Giai thị       | Có 6 con trai                                      |

#### Con gái
| #  | Tước hiệu  | Sinh | Mất  | Sinh mẫu              | Ghi chú |
| -- | ---------- | ---- | ---- | --------------------- | --- |
| 1  |            | 1688 | 1711 | Y Nhĩ Căn Giác La thị | Kết hôn với Thai cát Đa Nhĩ Tể Sắc Lăng (多尔济色棱) của Khoa Nhĩ Thấm bộ |
| 2  | Huyện chúa | 1691 | 1718 | Y Nhĩ Căn Giác La thị | Năm 1707 kết hôn với Lý Thục Ngao (李淑鰲). |
| 3  | Huyện quân | 1693 | 1725 | Y Nhĩ Căn Giác La thị | Năm 1704 kết hôn với Lạt Bố Thản (喇布坦) họ Khách Thải thị. |
| 4  | Huyện quân | 1694 | 1713 | Y Nhĩ Căn Giác La thị | Năm 1710 kết hôn với Nhất đẳng nam Tôn Thừa Ân (孙承恩), cháu ngoại của Cố Luân Ngao Hán Công chúa và là con trai của danh tướng Tôn Tư Khắc. |
| 5  | Huyện quân | 1703 | 1768 | Ngô Nhã thị           | Năm 1722 kết hôn với Thai cát Tắc Lăng Nạp Mặc Trát Nhĩ (塞楞纳穆扎尔) của Khoa Nhĩ Thấm bộ, con trai của Cung Cần Bối lặc Ban Đệ và Cố Luân Thuần Hi Công chúa. |
| 6  |            | 1710 | 1715 | Lý thị                | Mất sớm |
| 7  |            | 1710 | 1729 | Triều thị             | Năm 1734 kết hôn với Thai Cát Lạp Tích (拉锡), họ Bác Nhĩ Tế Cát Đặc, người Ngao Hán bộ. |
| 8  | Huyện quân | 1712 | 1778 | Trương Giai thị       | Năm 1733 kết hôn với La Bặc Tàng Đôn Đa Bặc (罗卜藏敦多卜), họ Bác Nhĩ Tế Cát Đặc, người Khoa Nhĩ Thấm bộ. |
| 9  | Huyện quân | 1715 | 1750 | Quách thị             | Năm 1734 kết hôn với Cát Nhĩ Đệ (吉尔第), họ Bác Nhĩ Tế Cát Đặc, người Khoa Nhĩ Thấm bộ. |
| 10 | Huyện quân | 1717 | 1756 | Quách thị             | Năm 1733 kết hôn với Uông Trát Nhĩ (汪扎尔), họ Bác Nhĩ Tế Cát Đặc, người Ngao Hán bộ. |
| 11 |            | 1721 | 1722 | Quách thị             | Chết yểu |
| 12 |            | 1723 | 1724 | Quách thị             | Chết yểu |
| 13 | Quận chúa  | 1724 | 1793 | Tấn thị               | Từ năm 1737 được Càn Long Đế nuôi dưỡng trong cung. Đính hôn với Khách Lạt Thấm Bối lặc Tăng Cổn Trát Bố (僧袞扎布) của Khoa Nhĩ Thấm bộ, chưa thành hôn thì Tăng Cổn Trát Bố mất, Quận chúa thủ tiết cả đời. Trước đó, Tăng Cổn Trát Bố từng lần lượt cưới con gái của Dận Trinh và Hoằng Tích. |
| 14 | Huyện quân | 1725 | 1751 | Quách thị             | Năm 1746 kết hôn với Cát Lạt Lý Thế (吉喇里达), họ Bác Nhĩ Tế Cát Đặc, người Khoa Nhĩ Thấm bộ. |

## Trong văn hóa đại chúng
| Năm  | Tác phẩm                                         | Diễn viên                |
| 1988 | Mãn Thanh thập tam hoàng triều (满清十三皇朝)    | Đàm Vinh Kiệt (谭荣杰)   |
| 1995 | Cửu vương đoạt vị (九王夺位)                     | Hoàng Duẫn Tài (黄允材)  |
| 1997 | Giang hồ kỳ hiệp truyện (江湖奇侠传)             | Trương Hồng Anh (张洪英) |
| 1999 | Ung Chính vương triều (雍正王朝)                 | Trương Ngạn Xuân (张彦春 |
| 2001 | Khang Hi vương triều (康熙王朝)                  | Cao Điền Hạo (高田昊)    |
| 2003 | Hoàng Thái tử bí sử (皇太子秘史)                 | Trần Chi Huy (陈之辉)    |
| 2011 | Bộ bộ kinh tâm                                   | Dương Hiểu Ba (杨晓波)   |
| 2012 | Thâm cung điệp ảnh (深宫谍影)                    | Ngô Vũ Phong (吴雨枫)    |
| 2017 | Hoa Lạc Cung Đình Thác Lưu Niên (花落宫廷错流年) | Hình Thành (邢城)        |